# Kehtna
Kehtna es un municipio estonio perteneciente al condado de Rapla. A 1 de enero de 2016 tiene 4460 habitantes en una superficie de 507,3 km². La mitad de la población vive en cinco localidades principales: Kehtna (la capital, de 1142 habitantes en 2011).

## Localidades (población año 2011)
- Ahekõnnu 57
- Eidapere 241
- Ellamaa 17
- Haakla 18
- Hertu 65
- Hiie 21
- Ingliste 218
- Järvakandi 1,273
- Käbiküla 65
- Kaerepere 447
- Kaerepere 60
- Kalbu 146
- Kärpla 31
- Kastna 30
- Keava 270
- Kehtna 1,142
- Kehtna-Nurme 17
- Kenni 18
- Koogimäe 48
- Koogiste 15
- Kõrbja 9
- Kumma 97
- Laeste 15
- Lalli 26
- Lau 62
- Lellapere 41
- Lellapere-Nurme 5
- Lelle 339
- Linnaaluste 105
- Lokuta 140
- Metsaääre 32
- Mukri 5
- Nadalama 27
- Nõlva 7
- Ohekatku 73
- Pae 96
- Palasi 2
- Paluküla 31
- Põllu 44
- Põrsaku 36
- Reonda 42
- Rõue 39
- Saarepõllu 27
- Saksa 49
- Saunaküla 38
- Selja 12
- Sooaluste 15
- Valtu-Nurme 36
- Vastja 18[2]

Se ubica en el centro del condado, al sur de Rapla. En su término se enclava el pequeño municipio-localidad de Järvakandi.